# Cocoyoc
Cocoyoc est une ville de l’État de Morelos au Mexique, située à proximité de Yautepec.
Sa population était de 10 178 habitants en 2020.